# 週刊かがくる
週刊かがくる（しゅうかんかがくる）は、朝日新聞出版が発行していた小学生向けの科学誌である。 

## 概要
漫画により、科学のテーマを解説する。
『週刊かがくる』（全50巻）『週刊かがくるプラス』（全50巻）が2005年4月から2007年3月に発行された。改訂版が2011年4月から2013年3月に発行されている。
後に発行された「科学漫画サバイバルシリーズ」にも「かがくるBOOK」と記載されている。

## 漫画
- 宇宙放送局こちらマリーです！

宇宙や地球など地学分野を扱う
- マシュ丸のもっと仲間をさがせ！

動物を扱う
- コリゴリ博士超秘密研究所

テクノロジーを扱う
- シイタケ仙人のミクロの世界

虫や医学など、ミクロな分野を扱う